# Michael Ventris
Michael Ventris, né le 12 juillet 1922, mort le 6 septembre 1956, est un architecte et philologue britannique, déchiffreur du linéaire B, un système d'écriture du grec archaïque employé par la civilisation mycénienne.
Il meurt dans un accident de voiture à 34 ans, quelques semaines seulement avant la publication, avec John Chadwick, de son essai de déchiffrement du linéaire B. Il s'agit du premier et du seul déchiffrement d'un système d'écriture d'une langue inconnue sans « Pierre de Rosette », c'est-à-dire sans texte bilingue.
Le déchiffrement du linéaire B permet de prouver que la civilisation mycénienne est une civilisation grecque archaïque et non une civilisation pré-grecque ou la civilisation minoenne, comme cela avait été envisagé auparavant. 
Il lance ainsi la traduction des tablettes en linéaire B, au nombre d'environ trente-mille, qui fournit des renseignements fondamentaux pour la compréhension de la civilisation mycénienne et de l'Âge du Bronze en général.

## Biographie

### Enfance
Michale Ventris est né le 12 juillet 1922 à Wheathampstead dans le Hertfordshire, dans une famille militaire originaire du Cambridgeshire. Son père était un officier militaire stationné en Inde. Sa mère, une femme intellectuellement brillante, l'a éduqué dans une atmosphère artistique et l'a habitué à passer ses vacances à l'étranger ou à visiter le British Museum. Il a été élevé et scolarisé en Suisse, à Gstaad, où les enseignements étaient dispensés en français et en allemand. Dès son jeune âge Michael Ventris fait preuve d’un grand talent pour les langues. Il parlet ainsi français, suisse allemand, polonais - appris en autodidacte à l'âge de six ans et trois autres langues européennes. Il maîtrise le latin et le grec ancien. À l'âge de sept ans, il achète et lit un ouvrage sur les hiéroglyphes écrit en allemand. Séjournant quelques semaines en Suède après la Seconde Guerre Mondiale, il apprend et maîtrise suffisamment la langue pour obtenir un emploi temporaire dans ce pays. Plus tard, il correspond avec des chercheurs suédois dans cette langue. Encore écolier, il assiste, fasciné, à une conférence d'Arthur Evans, archéologue et découvreur du palais de Cnossos, en Crète. Il découvre ainsi l'existence du linéaire B, encore non-déchiffré, et se met au travail avec l’idée, qui se révéla fausse, que le linéaire B, également appelé « minoen » par Evans (voir civilisation minoenne), est une forme d’étrusque.

### Ses études et sa carrière militaire
En 1940, il entre à l’Architectural Association School of Architecture, la plus ancienne école d’architecture indépendante de Grande-Bretagne. Il en sort diplômé en 1948 avec une mention honorifique. Avec la guerre, il interrompt quelque temps ses études et choisit de s'inscrire dans la RAF, où il est navigateur dans un équipage de bombardier. Il déclare à ce sujet :
Cela est beaucoup plus intéressant que de simplement voler
Il terrifie même capitaine de l'avion en faisant naviguer l'équipage à l'aide de cartes qu'il avait fabriquées lui-même.

### Ventris et le linéaire B
En 1950, il élabore un questionnaire au sujet du linéaire B, qu’il envoie aux grands philologues de l’époque. Il utilise leurs réponses pour poursuivre ses propres recherches. Il s’appuie sur :
- les travaux d'Emmett Leslie Bennett, qui détermine le nombre total de signes composant le linéaire B — suggérant un syllabaire plutôt qu’un alphabet ;
- ceux d’Alice Kober, qui remarque que certains mots semblent changer de terminaison, suggérant des déclinaisons comparables à celles du grec.

Il peut alors dresser des grilles associant les signes du linéaire B à des consonnes et des voyelles. En comparant des tablettes découvertes sur le continent grec et des tablettes crétoises, Ventris détermine que certaines chaînes de symboles sont en fait des noms propres. En juin 1952, il parvient à percer le secret du linéaire B : il s’agit en fait d’une forme archaïque de grec.
Le 1er juillet, il donne une communication à ce sujet à la BBC. Immédiatement, il connaît la célébrité. Il poursuit son travail en collaboration avec John Chadwick avec lequel il prépare l'ouvrage Documents in Mycenæan Greek (« Documents en grec mycénien »), premier corpus de tablettes déchiffrées, qui remet en cause les hypothèses d’Arthur Evans sur la Crète archaïque et permet de resituer correctement la période mycénienne dans l’histoire du monde égéen.

### Accident de voiture fatal et sa mort
Michael Ventris meurt dans un accident de voiture le 6 septembre 1956 près de Hatfield dans le Hertfordshire alors qu'il rentrait chez lui seul, tard dans la nuit en empruntant la "Great North Road" ; son véhicule percute un grand camion ; il meurt sur le coup. Il disparaît ainsi quelques semaines avant la publication de Documents in Mycenæan Greek.

## Distinctions
Pour ses travaux sur le linéaire B, Michael Ventris est décoré de l'Ordre de l'Empire Britannique ; il reçoit le titre d' associé de recherche honoraire à l'University College de Londres et est fait docteurHonoris Causa de l'université d'Uppsala.
EN 1956, il obtient une bourse de recherche de l'Architects' Journal pour ses services en tant qu'architecte.

## Publications
- (en) The Decipherment of Linear B, Cambridge University Press, 1990 (2e édition)  (ISBN 0521398304).
- (en) Documents in Mycenæan Greek (avec John Chadwick), Cambridge University Press, 1974 (2e édition).